# Paisco Loveno

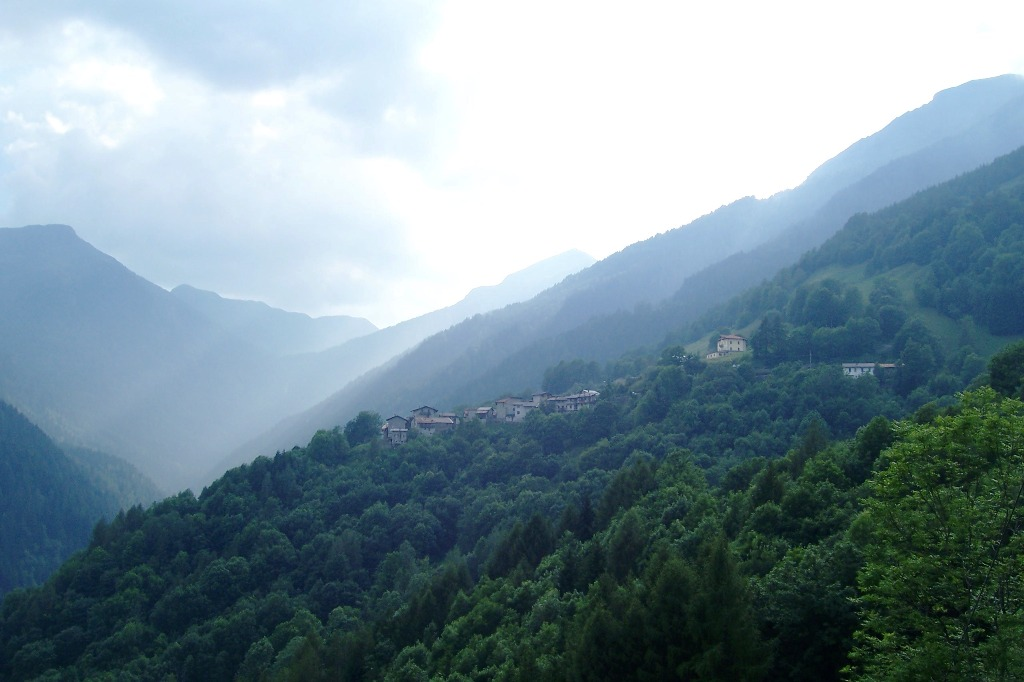
Loveno

Paisco Loveno is een gemeente in de Italiaanse provincie Brescia (regio Lombardije) en telt 231 inwoners (31-12-2004). De oppervlakte bedraagt 36,2 km², de bevolkingsdichtheid is 7 inwoners per km².

## Demografie
Paisco Loveno telt ongeveer 120 huishoudens. Het aantal inwoners daalde in de periode 1991-2001 met 20,2% volgens cijfers uit de tienjaarlijkse volkstellingen van ISTAT.
| Jaar | Inwoneraantal |
| ---- | ------------- |
| 1991 | 322           |
| 2001 | 257           |

## Geografie
Paisco Loveno grenst aan de volgende gemeenten: Berzo Demo, Capo di Ponte, Cerveno, Corteno Golgi, Malonno, Ono San Pietro, Schilpario (BG), Sellero, Teglio (SO).